# Monte Carlo (película)
Monte Carlo (Princesa por accidente en Hispanoamérica, excepto Argentina) es una película de comedia romántica estadounidense de 2011, dirigida por Thomas Bezucha. Nicole Kidman, Denise Di Novi, Alison Greenspan y Arnon Milchan produjeron la película de Star Channel y Regency Enterprises.
La película está protagonizada por Selena Gomez, Leighton Meester y Katie Cassidy, tres amigas que se hacen pasar por gente de la alta sociedad en Montecarlo, Mónaco. La película cuenta con la canción «Who Says» de la banda estadounidense, Selena Gomez & the Scene.
Se basa libremente en la novela Headhunters de Jules Bass. La producción inició en Budapest el 5 de mayo de 2010. La película se estrenó en los cines el 1 de julio de 2011 en Estados Unidos, mientras que en México se estrenó el 29 de julio de 2011, y en Colombia el 16 de septiembre de 2011.

## Sinopsis

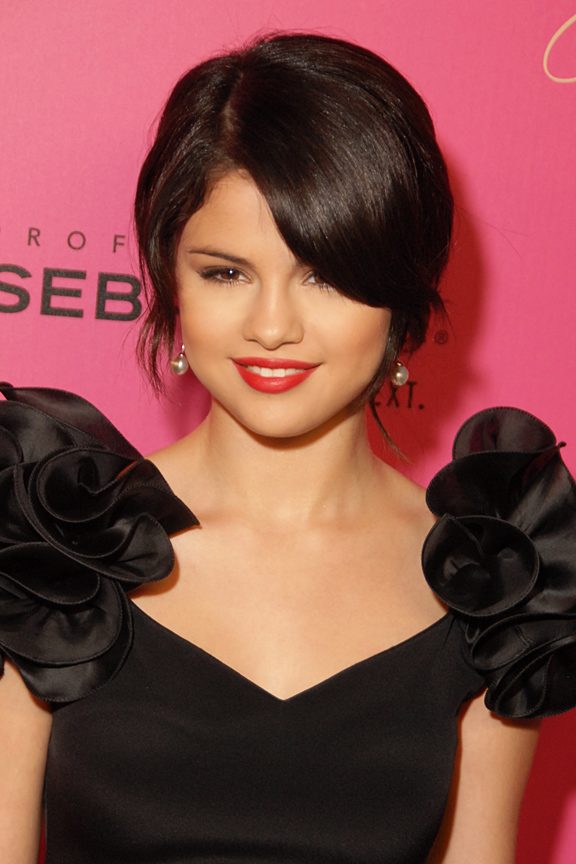
Selena interpreta a Grace Bennett y Cordelia Winthrop-Scott en la película.

Grace Bennett (Selena Gomez), una adolescente de dieciocho años de Texas, desde hace un tiempo, junta dinero en un frasco que dice "Fondos para París de Grace", mientras trabaja en un restaurante con su mejor amiga, Emma Danielle Perkins (Katie Cassidy), que es una desertora de la escuela secundaria.
Al graduarse de la preparatoria, mientras dan el discurso de despedida, Margaret "Meg" Kelly-Bennett (Leighton Meester), la hermanastra mayor de Grace, entra interrumpiendo la ceremonia, haciendo que todos los presentes la observen. Esa noche durante la cena, el padrastro de Grace (Brett Cullen) anuncia que compraron tres pasajes para que Grace, Emma y Meg viajen a París, Francia. Meg, que no quiere ir con las chicas, se niega. Ella afirma que no se ha llevado bien con Emma Perkins, desde la escuela secundaria, y ahora se ve obligada a ir a un viaje; que podría ser desastroso.
El viaje, no resulta ser lo que esperaban ya que han sido estafadas con una pequeña suite en el hotel y la guía de turismo que contrataron, les da poco tiempo para visitar cada lugar. Ellas se quedan atrás, durante su visita a la Torre Eiffel, y caminan por las calles, entre la lluvia, en busca de hospedarse en un hotel de lujo.
Mientras las chicas se secan, y Grace entra a un pequeño cuarto de baño, Cordelia Winthrop Scott, una heredera británica malcriada (también interpretada por Selena Gomez) entra, quejándose por teléfono de un evento de caridad al que debe asistir en Monte Carlo. Después de que Cordelia se va, Meg y Emma tratan de convencer a Grace, de que se ve exactamente igual a ella, pero Grace no cree esto hasta que regresan a la sala del hotel, y todos los trabajadores la confunden a ella con Cordelia.

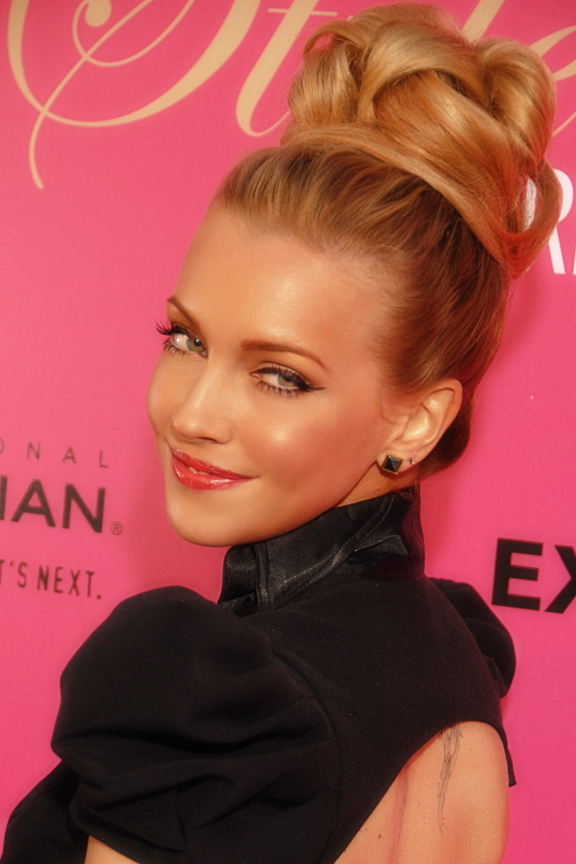
Katie interpreta a Emma Danielle Perkins en la película.

Las chicas pasan la noche en la suite, mientras Cordelia se va a otra parte. Al salir al día siguiente, son atacadas por los paparazzi hambrientos con sus cámaras, mientras se les comunica, que el viaje ya está arreglado y las hacen subir a una limusina, preparada solo para ellas. Una vez ahí, se dan cuenta de que están camino a Monte Carlo.
Al día siguiente, las chicas conocen a Theo, el hijo del filántropo que le da hospedaje a Cordelia. Theo piensa que Cordelia es una mocosa maleducada, y fría con las demás personas. Se les da una suite grande, llamada "Suite Grimaldi". Un poco más tarde, las chicas se enteran de que tienen que ir a la fiesta, que se celebra cada año en honor de Cordelia. Las tres chicas usan la ropa de Cordelia, muy cara y original, y deslumbran en la fiesta. Pero se encuentran con un problema: Grace conoce a la tía de Cordelia, Alicia, que la encuentra sospechosa. Emma, va en busca de la riqueza que siempre quiso con su novio Owen, mientras baila con un príncipe. Grace y Theo bailan juntos. Después, las chicas regresan al hotel.

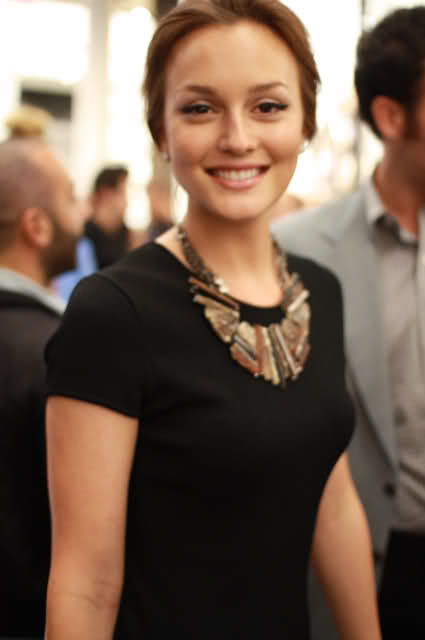
Leighton interpreta a Meg Kelly-Bennett en la película.

Al día siguiente, van a relajarse en la playa. Emma y Meg, se hacen comentarios sarcásticos una a la otra. Meg acusa a Emma, de echar a perder su vida al abandonar la escuela para ser modelo, y agrega, que igualmente nadie la echaba de menos. Emma le responde que por culpa de que alguien murió, ella se volvió muy amargada; haciendo referencia a la muerte de su madre. Meg se va enojada, y choca con Riley, a quien conoció en Francia, más precisamente en la Torre Eiffel, cuando se quedaron atrás durante la visita turística. Ellos se reconocen y van a hablar y conocerse un poco mejor, a otra parte. Él le dice que era un jugador de rugby con talento, pero una lesión lo mantuvo en el hospital durante un año. También dice que le gusta viajar. Meg se abre con él acerca de su madre, quien estuvo hospitalizada por casi dos años. Ella le dice que tenía ganas de gritar, cuando la gente se mostraba tan simpática con ella; y en respuesta, Riley le dice que debería hacerlo ahora mismo.
Grace se va de la playa y se encuentra con Theo, quien le dice que está llegando tarde; Grace no sabe para qué es, pero le sigue la corriente y llegan a una elegante mansión. Grace se da cuenta de que es para jugar un partido de Polo por lo que va a cambiarse de ropa. Mientras Grace juega al polo con Theo, la tía Alicia sospechando de ella, llama por teléfono a Cordelia. La verdadera Cordelia contesta, y se da cuenta de que Grace es una falsa Cordelia. Más tarde, la tía Alicia se enfrenta a Grace, pensando que Cordelia ha contratado a una doble, para que tome su lugar mientras ella está de vacaciones. Ella amenaza a Grace, afirmando que si su plan falla, la demandará por fraude de identidad. Después del partido, Theo lleva a Grace a su lugar especial y juntos ven los fuegos artificiales; él le dice que ella no es lo que él esperaba, que es diferente. Se ven muy enamorados. A todo esto, Emma y Meg también tenían sus planes. El príncipe Domenico había invitado a Emma a una fiesta, y ella se arregla y se pone el valioso collar de Cordelia. A su vez, Meg había arreglado para ir con Riley a otra fiesta.

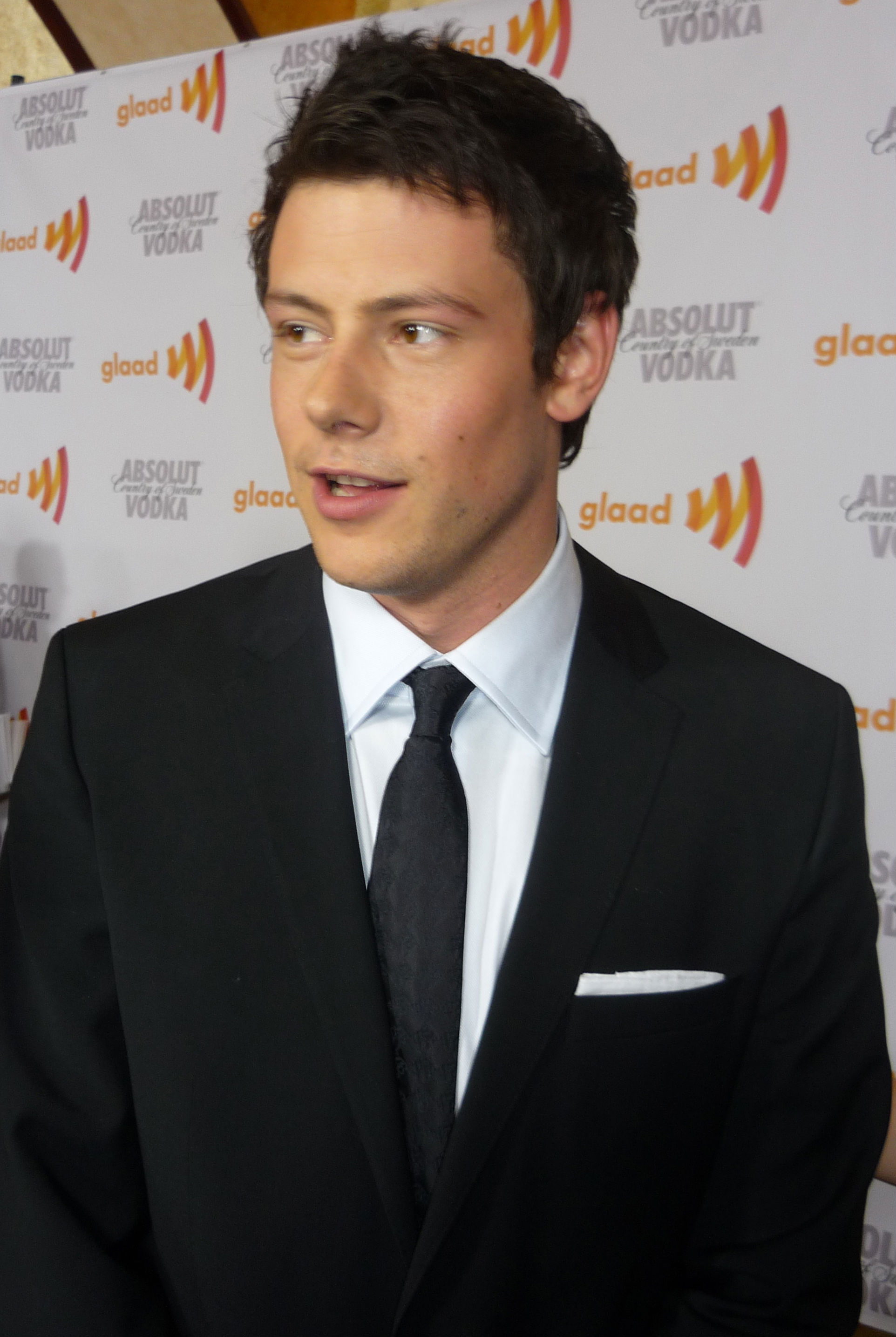
Cory interpreta a Owen en la película.

Meg se va con Riley, y Emma se va con el príncipe Domenico. Ambas parejas se encuentran en el camino, y Meg le dice a Emma, que se quite el collar de Cordelia y se lo entregue a ella, Emma accede. Se van cada una con su pareja, y Meg guarda el collar en la maleta de Riley, por seguridad. Durante la fiesta de Emma y el príncipe, que es en un barco, ella lo encuentra desagradable y arrogante, cuando él le hace un comentario sarcástico de que "hay gente para eso", cuando Emma empieza a recoger los platos de los comensales. Ella le responde tan fríamente: "Yo sé", agarra sus cosas, y luego se marcha a otra parte del barco.
Mientras las chicas se divierten, Owen, el novio de Emma, un jugador de fútbol, llega a Francia en busca de Emma. Cuando se entera de que las chicas están en Montecarlo, parte en su búsqueda para conquistar nuevamente a Emma, tras la pelea que habían tenido, antes de que ella se fuera a París.

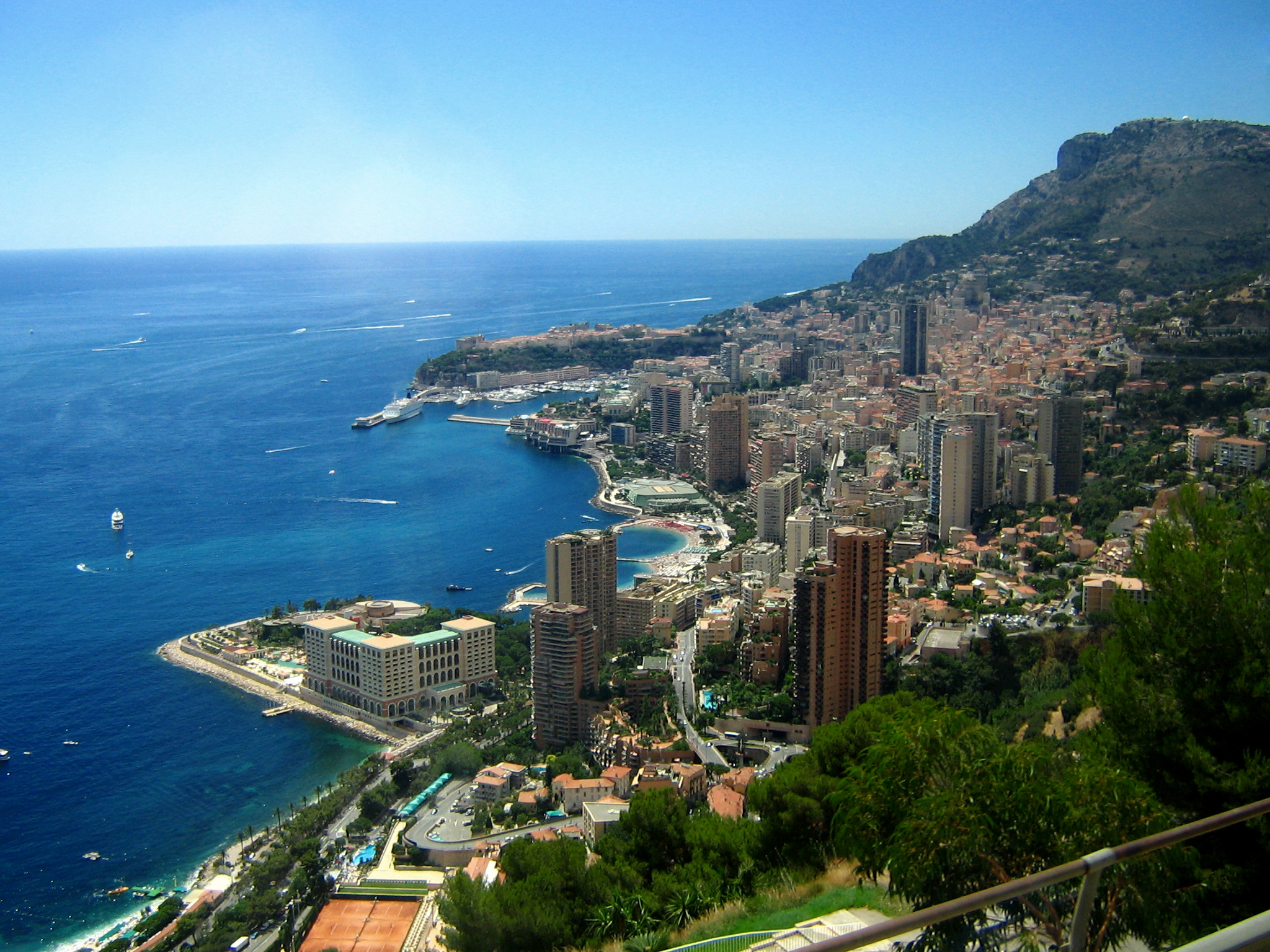
Mónaco es uno de los lugares donde se rodó la película.

Todo empieza a desmoronarse con el inesperado regreso de Cordelia. Ella al entrar al hotel se acerca a la recepción y pide groseramente la llave; después que la obtuvo se dirigió al ascensor con alguien llevando sus maletas y ella hablando por el teléfono, en eso entra Theo al hotel y llama a Cordelia sin respuesta y justo antes de entrar al ascensor (el que llevaba las maletas si entró, iba adelante) Cordelia baja su teléfono se da la vuelta y dice "sí". Theo la besa (pensando que Cordelia al menos la que había conocido); ella lo mira extrañada y le da una cachetada, y sigue hacia el ascensor, sube su teléfono y dice "Lo siento, olvidé cuanto odio a los franceses", mira hacia atrás diciendo "Ni siquiera lo pienses", se cierra la puerta del ascensor. Ella sube a su habitación, que es la que están ocupando las chicas, y se asoma al balcón, donde ellas se encuentran. Cuando regresa a la habitación y tira a la basura una manzana a medio comer que dejó Meg, descubre un periódico acerca de las chicas en el tacho de basura. Ella corre a ver si el preciado collar de Bulgari, pensado para ser vendido en una subasta, sigue ahí. Como no lo encuentra, ya que Meg lo había puesto en la mochila de Riley para protegerlo, Cordelia llama a la policía.
La chicas, después de escapar del hotel sin ser vistas por Cordelia, corren a buscar a Riley a la estación de tren, quién está camino a Italia. Pero llegan demasiado tarde, por lo que vuelven al hotel desanimadas. El gerente le pregunta a Grace si ella pidió llamar a la policía, pero ésta le dice que no. Grace, en un momento de pura determinación, besa a Theo, por lo que él le dice a un empleado del hotel: "No entiendo a las mujeres". Las tres regresan a la suite donde se encuentran con Riley, que regresó para devolverles el collar. Las chicas se encuentran frente a Cordelia, con el collar ahora en sus manos.

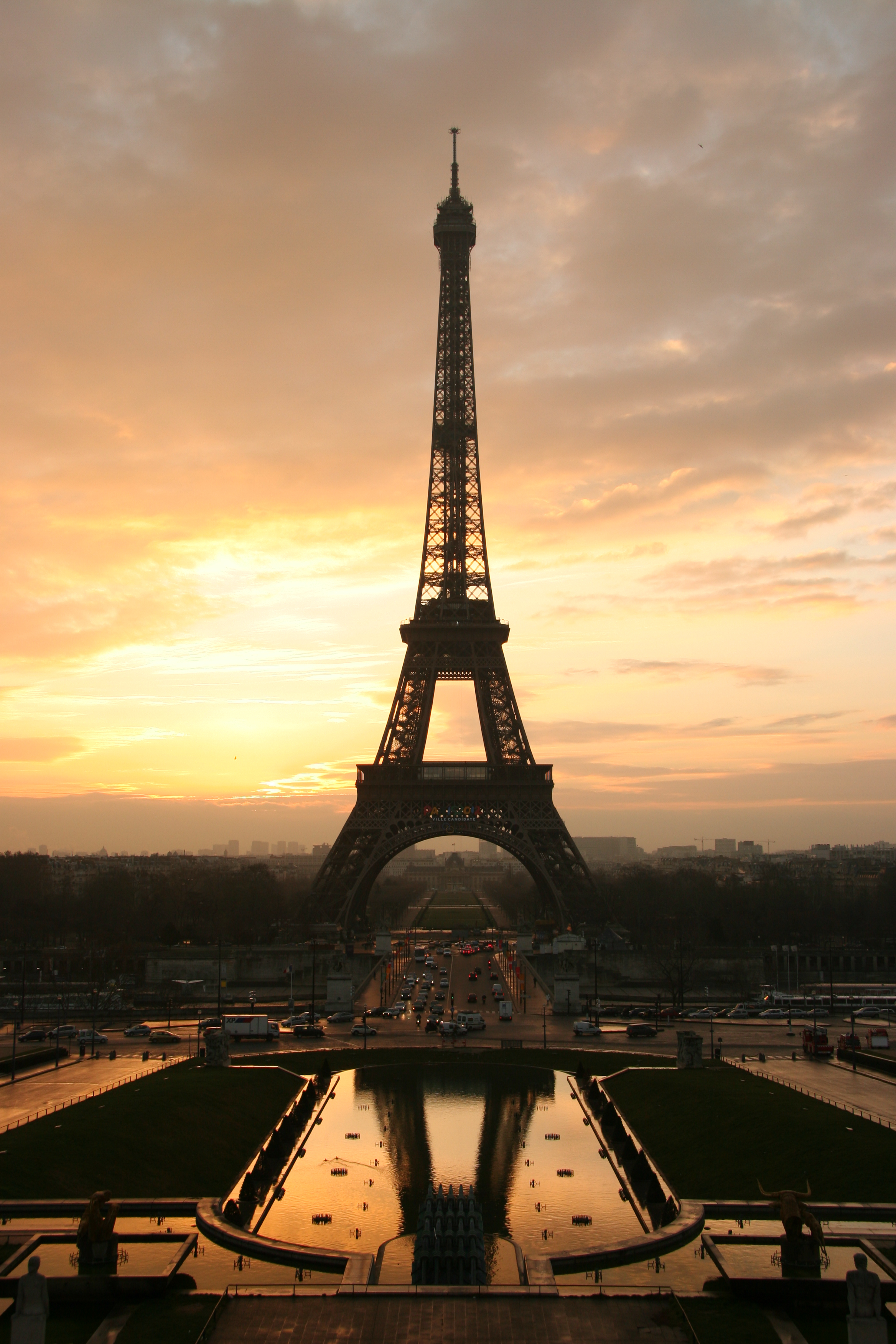
Se rentó la Torre Eiffel para la escena donde el autobús las abandona en París.

Furiosa, Cordelia llama a la policía otra vez, pero Emma la ata en otra habitación, mientras llega la policía. El detective afirma que escuchó gritos a lo que Meg le responde, que cordelia gritó porque estaba muy feliz de encontrar el collar. La policía vuelve a bajar, y lo mismo ocurre con Meg, Grace y Theo. Arriba, Emma se encuentra con Owen. Los dos se reconcilian, mientras Cordelia se escapa.
Mientras Grace y Meg están en el evento de caridad, que Cordelia quiere evitar, ella llega y les dice a todos, que Grace es una impostora. Ella termina confesándolo todo, con lo cual Theo, queda impactado. Cordelia se enoja porque su tía Alicia ha comprado el collar de €6 millones. Theo se va, disgustado con la mentira de Grace.
Después del viaje de sus vidas, Meg se sube a las ruinas de Machu Picchu con Riley y juntos se ponen a gritar. Mientras, en la cocina de Emma, Owen instala el interruptor de la luz más tenue, que ella siempre quiso, y se besan. Un anillo de compromiso se ve brillante en el dedo anular de Emma, mientras las luces se atenúan. A todo esto, Grace, es voluntaria con niños en Rumania. Cuando ella está saliendo para la oficina de correos, Theo llega, como representante de la sociedad de filantropía de su padre, y la ve por la ventana. Theo sale corriendo a buscarla y al ver que ella no lo escucha, hace un chiflido especial que Grace le había enseñado. Ella ahí lo descubre, y se presentan de nuevo con una sonrisa.

## Reparto
En marzo de 2010, se anunció que Selena Gomez había sido elegida como una de las protagonistas de la película siguiendo el guion reescrito. Para el papel, Gomez pasó varias semanas aprendiendo a jugar al polo y practicando cómo fingir un acento inglés, Gomez, afirmó que vio varios videos de la Princesa Diana para mejorar su inglés. Leighton Meester también negoció un acuerdo para una de las protagonistas ese mes, y Katie Cassidy fue elegida como Emma en abril. El actor francés Pierre Boulanger debutó en el cine de habla inglesa con esta película.
| Actor            | Personaje                                   |
| ---------------- | ------------------------------------------- |
| Selena Gomez     | Grace Ann Bennett / Cordelia Winthrop Scott |
| Leighton Meester | Mary Margaret "Meg" Kelly                   |
| Katie Cassidy    | Emma Danielle Perkins                       |
| Pierre Boulanger | Theo Marchand                               |
| Catherine Tate   | Alicia Winthrop Scott                       |
| Luke Bracey      | Riley                                       |
| Cory Monteith†   | Owen Andrews                                |
| Andie MacDowell  | Pamela Bennett                              |
| Brett Cullen     | Robert Kelly                                |
| Giulio Berruti   | Príncipe Domenico Da Silvano                |

### Doblaje al español
| Actor original   | Personaje                                   | Actor de doblaje |
| ---------------- | ------------------------------------------- | ---------------- |
| Selena Gomez     | Grace Ann Bennett / Cordelia Winthrop Scott | Lupita Leal      |
| Leighton Meester | Mary Margaret "Meg" Kelly                   | Karla Falcón     |

## Producción

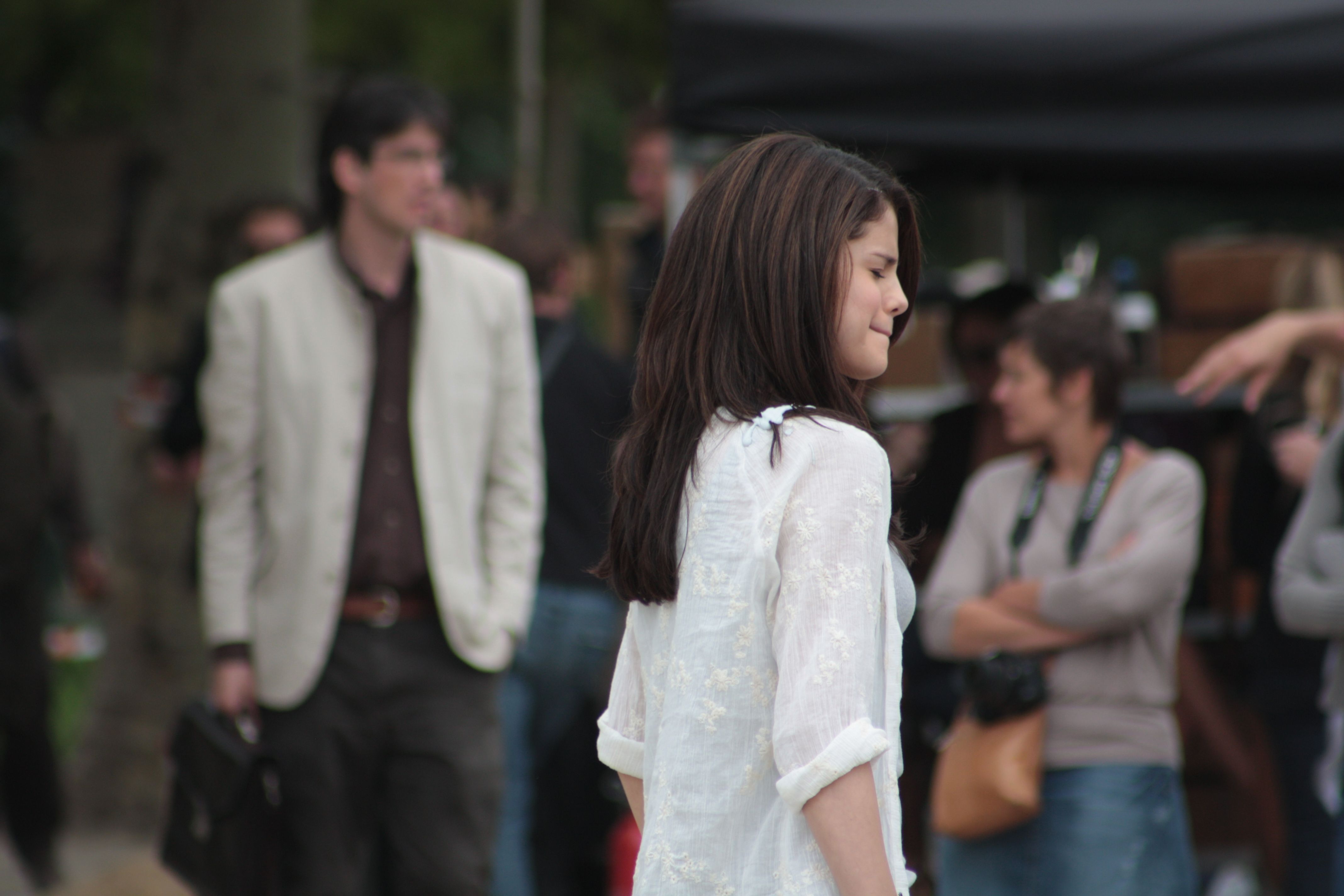
Selena en París, Francia filmando una escena de la película en junio de 2010.

Monte Carlo se basa en la novela Headhunters de Jules Bass. La novela cuenta la historia de tres mujeres jóvenes de Texas que pretenden ser herederas ricas, mientras van en busca de potenciales maridos ricos, en Montecarlo. Allí, se encuentran con cuatro gigolos que se hacen pasar por ricos playboys. Fox compró los derechos cinematográficos de la novela en 1999, tres años antes de la publicación de la novela. En 2005, la revista comercial de Hollywood, Variety anunció que los hermanos Jez y John Henry Butterworth estarían escribiendo el guion. Así mismo, informó que la actriz Nicole Kidman había firmado para interpretar a la protagonista, así como producir la película junto a Rick Schwartz.

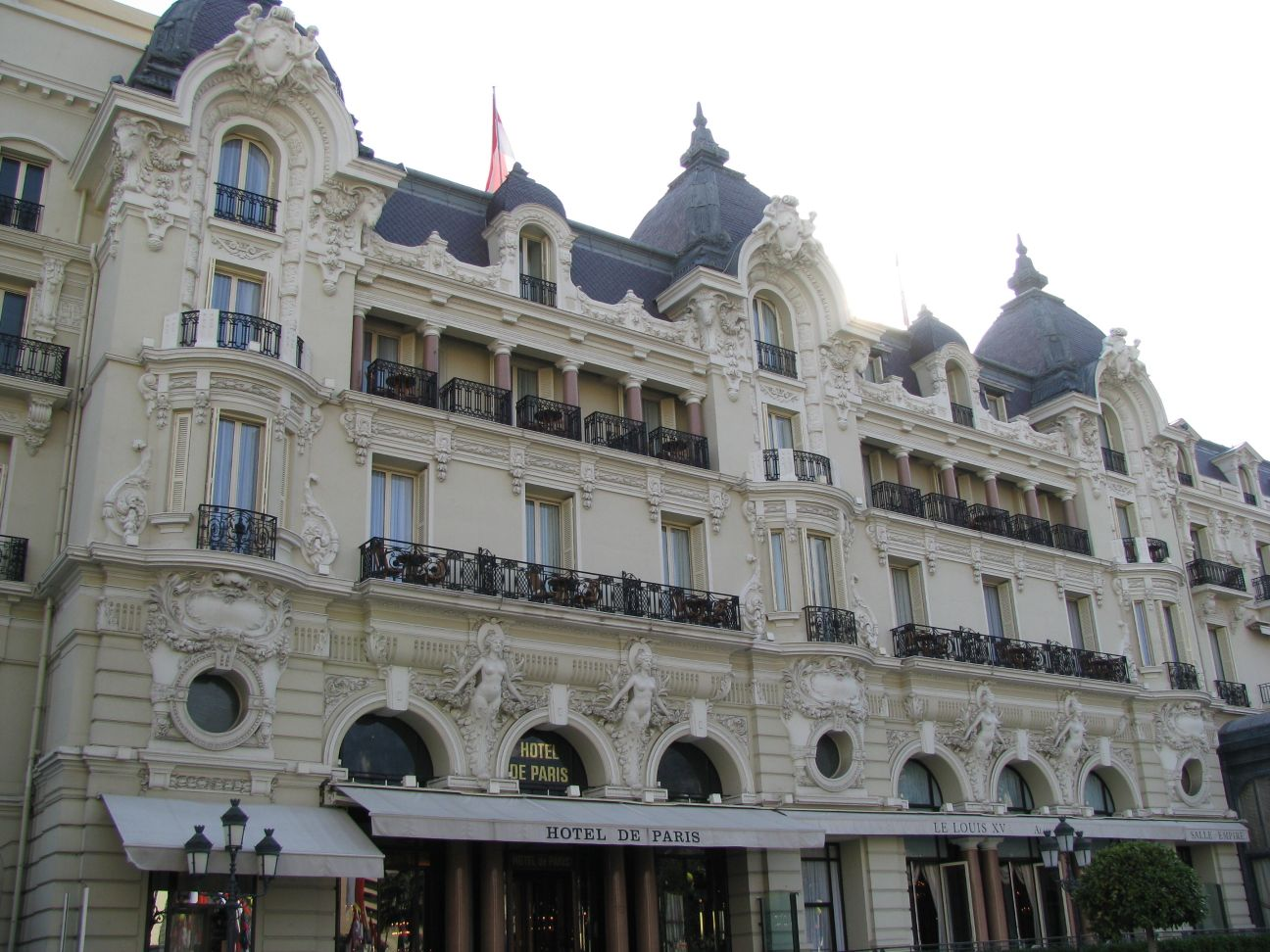
Hotel de París, donde fueron grabadas varias escenas de la película.

Los hermanos Butterworths, posteriormente fueron despedidos y Tom Bezucha fue contratado para dirigir y coescribir Monte Carlo. Bezucha y María Maggenti hicieron un borrador del guion en julio de 2007; fue presentado por Kidman como "uno de los tres maestros del Medio Oeste que decide abandonar unas decepcionantes vacaciones no superfluas en París y propone a unas mujeres adineradas vacacionando en Mónaco". Sin embargo, en 2010, los ejecutivos tuvieron la película reescrita otra vez, después de decidir que la película tendría que ser más juvenil. El guion actualizado, fue coescrito por Bezucha y April Blair, y cambiadas las tres maestras de escuela por dos estudiantes universitarias y una recién graduada de la escuela secundaria. Monte Carlo fue filmada en Budapest y Dunakeszi, Hungría; París, Francia; Harghita, Rumania y Montecarlo, Mónaco. Comenzó el rodaje en Harghita el 5 de mayo de 2010, y terminó el 7 de julio de 2010. Es la primera película que utiliza el estudio de cine Raleigh Studios Budapest.

## Recepción
Ben Sachs de Chicago Reader afirmó que "la película alcanza una sorprendente gama de notas emocionales y gratas, incluyendo varios momentos de genuino arrepentimiento, y concluye con una subestimada lección moral sobre el valor del autorrespeto por sobre el estatus social."
Monte Carlo abrió con $3.1 millones el viernes de su debut, entró en el puesto 5 del ranking para el día. Iría a recaudar $7.5 millones para el fin de semana de tres días y $8.7 millones para el cuarto, de 4 días de julio durante las vacaciones, situándose en el puesto 6.

### Premios y nominaciones
| Premios                  | Categoría                                     | Destinatario(s) | Resultado |
| ------------------------ | --------------------------------------------- | --------------- | --------- |
| Teen Choice Awards 2011  | Película del verano                           |                 | Ganadora  |
| Teen Choice Awards 2011  | Estrella de película del verano – Hombre      | Cory Monteith   | Nominado  |
| Teen Choice Awards 2011  | Estrella de película del verano – Mujer       | Selena Gomez    | Ganadora  |
| ALMA Awards              | Actriz favorita de película - Comedia/Musical | Selena Gomez    | Nominada  |
| Hollywood Teen TV Awards | Actriz de cine favorita                       | Selena Gomez    | Ganadora  |
|                          |                                               |                 |           |

## DVD y Blu-ray
Fox Home Entertainment lanzó a Monte Carlo en DVD y Blu-ray el 18 de octubre de 2011. Los extras del DVD, incluyen escenas eliminadas, una función titulada "Ding Dang Delicioso: Los chicos de Monte Carlo", un pase al detrás de escena y un tráiler teatral. El Blu-ray presenta todas las funciones del DVD más la incorporación de "La moda de Monte Carlo", "El sueño de Jet Setter", "Chisme con las chicas" y una copia digital de la película.

## Estrenos
- Estados Unidos: 1 de julio de 2011
- México: 1 de julio de 2011
- Ecuador: 19 de agosto de 2011
- Bolivia,  Puerto Rico,  Uruguay: 1 de septiembre de 2011
- España: 2 de septiembre de 2011
- Colombia: 16 de septiembre de 2011
- Chile: 1 de octubre de 2011
- Costa Rica,  El Salvador,  Guatemala,  Honduras,  Nicaragua,  Panamá,  Perú y  República Dominicana: 1 de octubre de 2011
- Venezuela: 21 de octubre de 2011